# I Luv U But
I Luv U But est une web-série australienne sur la vie homosexuelle dans la diaspora libanaise, réalisée par Fadia Abboud et diffusée entre 2012 et 2014. Elle compte deux saisons, avec au total dix-neuf épisodes d'une dizaine de minutes.
La série est une comédie qui raconte la vie de Mouna et Sam, une femme lesbienne et un homme gay qui ont conclu un mariage lavande et ont leurs propres partenaires amoureux respectifs. Un des aspects centraux de la série est de montrer que le choix de vivre l'homosexualité de manière cachée, sans sortir du placard, n'est pas une honte et est un mode de vie aussi joyeux que les autres. Un autre thème est l'effort consacré par les membres queer de la diaspora libanaise en Australie (en) pour soigner leur culture ancestrale tout en participant à la communauté LGBT locale. La série est regardée en Australie, en Arabie saoudite et au Liban, où elle est appréciée pour sa représentation de la vie queer dans la culture arabe sans ton misérabiliste ou orientalisant, selon Nicole Fares.
Les deux saisons sont montrées lors du premier festival de cinéma arabe queer en Australie en 2015.